# Vinik Veliki
Koordinati:   43°5O′07″N, 15°34′54″E
Vinik Veliki je majhen nenaseljen otoček v šibeniškem arhipelagu. Otoček leži zahodno od Tegine med Murterjem in Tegino. Otoček meri 0,189 km², dolžina obalnega pasu je 1,67 km. Najvišji vrh na otočku doseže višino 22 mnm.